# Kanton Saint-Sauveur-sur-Tinée
Kanton Saint-Sauveur-sur-Tinée (fr. Canton de Saint-Sauveur-sur-Tinée) je francouzský kanton v departementu Alpes-Maritimes v regionu Provence-Alpes-Côte d'Azur. Tvoří ho osm obcí.

## Obce kantonu
- Clans
- Ilonse
- Marie
- Rimplas
- Roubion
- Roure
- Saint-Sauveur-sur-Tinée
- Valdeblore